# C,XOXO
C,XOXO (en español: C, Besos y abrazos) es el cuarto álbum de estudio de la cantante y compositora cubanomexicana Camila Cabello. Fue lanzado el 28 de junio de 2024 a través de Geffen e Interscope Records. Es su primer álbum tras su salida de Epic Records. El álbum fue precedido por el lanzamiento de los sencillos "I Luv It" con Playboi Carti  y "He Knows" con Lil Nas X, así como el sencillo promocional "Chanel No.5". "Hot Uptown" con Drake fue lanzado como el tercer sencillo tangente al lanzamiento del álbum.

## Antecedentes
En septiembre de 2022, tras el lanzamiento de su tercer álbum, Familia en abril del mismo año, se anunció que había dejado Epic Records y firmado con Interscope Records de Universal Music Group.
Cabello apareció en una entrevista de Alexandra Cooper de Call Her Daddy, donde reveló que su álbum es "realmente sentarse en la incomodidad de las cosas y darse cuenta de que no va a haber una respuesta ordenada, en una caja. Me siento fuerte en algunos aspectos, débil en otros, y no hay una respuesta clara. Pero el proceso del álbum ha sido todo un viaje. Empecé con la intención de volver a mis orígenes, que consistían en sentarme conmigo mismo y volver a esa primera pasión de componer canciones. Me obsesionaba con las referencias, los artistas y la poesía, en fin, con todo eso".
En una entrevista con Zane Lowe de Apple Music, Cabello describió la desviación sonora del álbum de sus trabajos anteriores, y le dio crédito a Pablo "El Guincho" Díaz-Reixa y Jasper Harris por ayudarla en la partida. Ella reveló: "Siento que soy un bicho raro, y esa es la música que amo, y esa es la música de la que me siento más orgullosa de hacer. Creo que muchas veces se trata de encontrar a gente que también sea rara, y Jasper es un bicho raro, Guincho es un bicho raro, y creo que los tres fuimos capaces de mantenerlo en esta burbuja de que nos importa una mierda, y sólo vamos a hacer lo que creemos que es bueno".

## Composición
C,XOXO es un álbum pop con elementos de hyperpop, hip-hop, avant-pop y alt-pop. El álbum se abre con el sencillo principal "I Luv It", junto al rapero Playboi Carti. Este tema combina un ritmo hip-hop con elementos hyperpop. "Chanel No.5", el sencillo promocional del álbum, presenta voces inspiradas en el R&B y una producción minimalista. "He Knows", junto a Lil Nas X, combina hip-hop con influencias dance. "Hot Uptown", con Drake, tiene un ritmo bailable y una melodía contagiosa.
El álbum explora temas de amor, autodescubrimiento y empoderamiento, reflejando las experiencias personales de Cabello. Según SiriusXM, Cabello describió el álbum como si tuviera una "energía mala de Miami" y señaló que contiene "cosas que no has escuchado de [ella] antes" y momentos que son sonora y líricamente únicos.

## Lanzamiento y promoción

### Sencillos
"I Luv It", con el rapero estadounidense Playboi Carti, fue lanzado como sencillo principal del álbum el 27 de marzo de 2024. La canción debutó y alcanzó el puesto 81 en el Billboard Hot 100. "He Knows", con el rapero estadounidense Lil Nas X, fue lanzado como segundo sencillo del álbum el 10 de mayo, mientras que "Chanel No.5" fue lanzado como primer sencillo promocional del álbum el 21 de junio. "Hot Uptown", con el rapero canadiense Drake, impactó el Contemporary hit radio de Estados Unidos como el tercer sencillo del álbum el 28 de junio.

### Presentaciones en vivo
El 19 de abril de 2024, Cabello apareció como artista sorpresa durante el concierto de Lana Del Rey en Coachella; Ambos interpretaron "I Luv It" juntos. El 23 de junio, Cabello realizó su primer concierto completo en dos años en Rock in Rio Lisboa, debutando en vivo varias canciones del álbum. El 5 de septiembre de 2024, el concierto en Rock in Rio Lisboa se lanzó posteriormente como una exclusiva de Apple Music Live con una película del concierto y un álbum en vivo. También actuó en el Other Stage del Festival Glastonbury, así como en festivales de Marruecos, Dinamarca, México y Estados Unidos. También se espera que Cabello ofrezca una actuación en los MTV Video Music Awards de 2024 el 11 de septiembre.

### Magic City Edition
El 29 de agosto de 2024, Cabello anunció una edición de lujo del álbum "Magic City", que se lanzó el 6 de septiembre de 2024, junto con el primer sencillo "Godspeed", que también se lanzó el mismo día.

## Recepción de la crítica
Según el sitio web de reseñas Metacritic, C,XOXO recibió "críticas generalmente favorables" basadas en una puntuación promedio ponderada de 61 sobre 100 de ocho puntuaciones de críticos.
Los comentarios sobre el álbum se centraron en gran medida en el cambio de sonido de Cabello. Escribiendo para The Guardian, Alexis Petridis opinó que la dirección del álbum en comparación con la discografía anterior de Cabello era "bastante radical hasta el punto de resultar ocasionalmente desconcertante". Concluyó que Cabello "a menudo suena un poco incómodo" y que "se siente como una invitada en su propio álbum" debido a la prominencia de sus artistas destacados.
En Rolling Stone, Maura Johnston señaló que Cabello adopta una personalidad "rara", y describe el álbum como una desviación experimental de su trabajo anterior. El crítico de NME, Nick Levine, destacó el "cambio de marca de chica fiestera" del álbum y describió sus canciones como "gusanos intrigantes y rudos".
Harry Tafoya de Pitchfork le dio al álbum un 6,9 sobre 10, destacando su mezcla de géneros y su "variedad sonora". El crítico de Slant Magazine, Paul Attard, criticó el álbum por "confundir el mimetismo con la maestría", otorgándole 2 de 5 estrellas.
James Mellen de Clash calificó el álbum con un 7 sobre 10, apreciando su audacia y la desviación del sonido pop anterior de Cabello. Sputnikmusic le otorgó un 4 sobre 5, elogiando su innovación y ejecución.

## Lista de canciones
| C,XOXO — Edición estándar |                                              |                                                                 |                                              |          |  |
| N.º                       | Título                                       | Escritor(es)                                                    | Productor(es)                                | Duración |  |
| 1.                        | «I Luv It (con Playboi Carti)»               | Camila Cabello Jordan Carter                                    | El Guincho Harris Bart Schoudel Marcus Fritz | 2:55     |  |
| 2.                        | «Chanel No.5»                                | Cabello Dashawn Moore                                           | El Guincho Harris Schoudel                   | 2:40     |  |
| 3.                        | «Pink XOXO»                                  | Cabello Victoria Walker                                         | El Guincho Harris Schoudel                   | 0:55     |  |
| 4.                        | «He Knows (con Lil Nas X)»                   | Cabello Montero Hill                                            | Aged El Guincho Harris Schoudel              | 3:01     |  |
| 5.                        | «Twentysomethings»                           | Cabello Aaron Shadrow                                           | Shadrow El Guincho Harris Schoudel           | 2:42     |  |
| 6.                        | «Dade County Dreaming (con JT y Yung Miami)» | Cabello Jatavia Johnson Caresha Brownlee Lasana Smith           | El Guincho Harris Schoudel                   | 2:40     |  |
| 7.                        | «Koshi XOXO (con BLP Kosher)»                | Cabello Benjamin Pavlon                                         | El Guincho Harris Schoudel                   | 0:47     |  |
| 8.                        | «Hot Uptown (con Drake)»                     | Cabello Aubrey Graham                                           | Boi-1da El Guincho Yogi Harris Noel Cadastre | 2:31     |  |
| 9.                        | «Uuugly (interpretado por Drake)»            | Graham                                                          | Kid Masterpiece Harris El Guincho            | 1:56     |  |
| 10.                       | «Dream-Girls»                                | Cabello Terius Gesteelde-Diamant                                | Hidde Harris El Guincho Schoudel             | 2:52     |  |
| 11.                       | «305tilidie»                                 | Cabello                                                         | El Guincho Harris                            | 0:50     |  |
| 12.                       | «B.O.A.T.»                                   | Cabello Daniel McKay Raymond Davies Ross Campbell Armando Pérez | Aged El Guincho Harris                       | 2:57     |  |
| 13.                       | «Pretty When I Cry»                          | Cabello Shadrow                                                 | Shadrow El Guincho Harris Schoudel           | 2:35     |  |
| 14.                       | «June Gloom»                                 | Cabello Díaz-Reixa Harris                                       | FnZ El Guincho Harris Schoudel               | 3:00     |  |
| 32:41                     |                                              |                                                                 |                                              |          |  |

| C,XOXO (Magic City Edition) |                               |          |          |  |
| N.º                         | Título                        | Producer | Duración |  |
| 15.                         | «Baby Pink» (con Eem Triplin) |          | 3:52     |  |
| 16.                         | «Come Show Me»                |          | 2:21     |  |
| 17.                         | «Can Friends Kiss?»           |          | 2:17     |  |
| 18.                         | «Godspeed»                    |          | 3:36     |  |
| 44:29                       |                               |          |          |  |

Notas
- "I Luv It", "He Knows", "Hot Uptown" y "Dream-Girls" se escriben en mayúsculas.
- "Pink XOXO", "Koshi XOXO", "305tilidie" y "Pretty When I Cry" están en minúsculas.
- "I Luv It" contiene una muestra de "Lemonade" (2009), escrita por Radric Davis y Shondrae Crawford e interpretada por Gucci Mane, que a su vez contiene muestras e interpolaciones de "Keep It Warm" (1976), escrita por Mark Volman y Howard Kaylan e interpretada por Flo & Eddie.
- "Pink XOXO" contiene voces no acreditadas de PinkPantheress.
- "He Knows" contiene una muestra de "Give It Up 2 Me" (2020), escrita por Ojerime Smith e interpretada por Ojerime.
- "Dream-Girls" contiene una muestra de "Shawty Is Da Shit" (2007), interpretada por The-Dream con Fabolous. También contiene una interpolación de "Body" (2020), escrita por Megan Pete, interpretada por Megan Thee Stallion.
- "B.O.A.T." contiene una muestra de "Hotel Room Service" (2009), interpretada por Pitbull.

## Personal
Músicos
- Camila Cabello - voz (pistas 1 a 8, 10 a 14)
- Pablo Díaz-Reixa – programación (pistas 1–4, 6–8, 10, 12–14), sampler (1, 2, 4, 7, 8, 10, 12, 14), bajo (1, 6, 8, 10, 13), programación de batería (1), batería (2, 4–6, 8, 10, 12, 14), sintetizador (3, 5, 8, 13), secuenciador (13), banjo de 5 cuerdas (14 )
- Jasper Harris: sintetizador (pistas 1, 3 a 6, 8, 10, 12 a 14), bajo (1, 4, 14), programación (1), piano (2, 5, 10)
- Playboi Carti - voz (pista 1)
- PinkPantheress - voz (pista 3)
- Daniel McKay - sintetizador (pista 4), guitarra (12)
- Lil Nas X - voz (pista 4)
- Aaron Shadow - guitarra (pistas 5, 13), percusión (13)
- Owen Pallett - cuerdas (pistas 6, 11)
- JT - voz (pista 6)
- Yung Miami - voz (pista 6)
- BLP Kosher - voz (pista 7)
- Drake - voz (pistas 8, 9)
- Hide Ament - voz, teclados (pista 10)

Técnico
- Dale Becker – masterización
- Jon Castelli – mezcla
- Marcus Fritz – mezcla, ingeniería (pista 1)
- Salvador "Better Call Sal" Majail - ingeniería (pistas 1 a 8, 12, 14)
- Bart Schoudel - ingeniería (pistas 1 a 6, 10, 12 a 14)
- Drew Sliger - ingeniería (pista 4)
- Noel Catastro – ingeniería (pista 8)
- Pablo Díaz-Reixa – ingeniería (pista 11)
- Brad Lauchert: ingeniería de mezcla (pistas 1, 2, 4–6, 8), asistencia de mezcla (3, 7), asistencia de ingeniería (1)
- Katie Harvey: asistencia para la masterización (pistas 2 a 4, 8)
- Noah McCorkle: asistencia para la masterización (pistas 2 a 4, 8)
- Pedro Kayat - asistencia de ingeniería (pistas 2, 12-14)
- Antonio "DJ Fuse" Olivera – asistencia de ingeniería (pista 2)

## Listas
| Listas (2024)                               | Posición más alta |
| ------------------------------------------- | ----------------- |
| Australia (ARIA)                            | 29                |
| Austria (Ö3 Austria)                        | 16                |
| Bélgica (Ultratop Flandes)                  | 13                |
| Bélgica (Ultratop Valonia)                  | 24                |
| Canadá (Billboard Canadian Albums)          | 20                |
| Países Bajos (Album Top 100)                | 15                |
| Francia (SNEP)                              | 54                |
| Alemania (Offizielle Top 100)               | 20                |
| Irlanda (IRMA)                              | 57                |
| Italia (FIMI)                               | 61                |
| Japón Japanese Digital Albums (Oricon)      | 43                |
| Japón Japanese Hot Albums (Billboard Japan) | 84                |
| Nueva Zelanda (Recorded Music NZ)           | 25                |
| Noruega (VG-lista)                          | 37                |
| Portugal (AFP)                              | 5                 |
| Escocia (Scottish Albums Chart)             | 16                |
| España (PROMUSICAE)                         | 10                |
| Suiza (Schweizer Hitparade)                 | 15                |
| Reino Unido (UK Albums Chart)               | 20                |
| Estados Unidos (Billboard 200)              | 13                |